# Савиниан из Санса
Савиниан (III век) — святой епископ Санса. Дни памяти — 19 октября, 30 и 31 декабря.  
Святой Савиниан был послан на проповедь из Рима в Галлию вместе со своими спутниками, святыми Потенцианом и Альтином. Из Санса святой Савиниан и его сподвижники несли Благую Весть во многие города Галлии (Труа, Орлеан, Шартр, Париж и др.).
По преданию, святой Савиниана был первым епископом Санса. Он был обезглавлен топором на нынешнем месте церкви Святого Савиниана в Сансе.
Считается, что иной раз святого Савиниана путают со святым Савинианом из Рилли, греком с Самоса, умученным в III веке неподалёку от Труа (память 29 января), а также со святым Савинианом из Мената, игуменом близ Клермон-Феррана, что в Оверни, жившим в VIII веке (память 22 ноября).